# マルセロ・デルガド
マルセロ・アレハンドロ・デルガド（Marcelo Alejandro Delgado, 1973年3月24日 - ）は、アルゼンチン・サンタフェ州カピタン・ベルムデス出身の元同国代表サッカー選手。ポジションはフォワード。

## 経歴
CAロサリオ・セントラルでキャリアをスタート。1995年から所属したラシン・クルブでの活躍がアルゼンチン代表入りに門を開く。
アトランタオリンピックでは銀メダルを獲得、1998年フランスW杯メンバーにも選出された。
2000年に移籍したボカ・ジュニアーズではカルロス・ビアンチ監督の下、黄金時代を経験した。トヨタカップには縁があり、2000年に行われたレアル・マドリード戦ではマルティン・パレルモの先制点をアシスト。2001年のバイエルン・ミュンヘン戦では前半にカード2枚で退場し敗戦のきっかけをつくってしまった。2003年のコパ・リベルタドーレスでは大黒柱としてチームを引っ張り、9得点で得点王に輝いた。
古巣クルス・アスルを経てボカに復帰するが、かつてのような目立った活躍はできず退団。
2007年にCAベルグラーノへと移籍するがシーズン後に2部降格が決定、同年7月エクアドルの名門バルセロナSCに移籍した。

## 代表歴

### 出場大会
- アルゼンチン代表
  - 1998 FIFAワールドカップ (ベスト8)

### 試合数
- 国際Aマッチ 14試合 0得点（1995年-2001年）[1]

| アルゼンチン代表 | 国際Aマッチ | 国際Aマッチ |
| 年               | 出場        | 得点        |
| ---------------- | ----------- | ----------- |
| 1995             | 2           | 0           |
| 1996             | 0           | 0           |
| 1997             | 5           | 0           |
| 1998             | 5           | 0           |
| 1999             | 0           | 0           |
| 2000             | 1           | 0           |
| 2001             | 1           | 0           |
| 通算             | 14          | 0           |

## タイトル

### クラブ
ボカ・ジュニアーズ
- プリメーラ・ディビシオン : 1998-99A, 2005-06A, 2005-06C
- コパ・リベルタドーレス : 2000, 2001, 2003
- トヨタカップ : 2000
- コパ・スダメリカーナ : 2005
- レコパ・スダメリカーナ : 2005, 2006

### 個人
- コパ・リベルタドーレス得点王 : 2003